# Noble Willingham
Noble Willingham (* 31. August 1931 in Mineola, Texas; † 17. Januar 2004 in Palm Springs, Kalifornien) war ein US-amerikanischer Filmschauspieler.

## Biografie
Noble Willingham, der in Mineola, östlich von Dallas geboren wurde, graduierte 1953 von der University of North Texas in Denton. Um sich die Ausbildung finanzieren zu können, arbeitete Willingham als Installateur in den texanischen Ölfeldern. Danach schlug er die berufliche Laufbahn eines Lehrers ein. So unterrichtete er Volks- und Betriebswirtschaft an der Sam Houston High School in Houston.
Den Einstieg ins Filmgeschäft brachte ihm eine kleine Nebenrolle in Peter Bogdanovichs Filmklassiker Die letzte Vorstellung, der im Jahre 1970 in seiner Heimat Texas gedreht wurde. Bogdanovich war so beeindruckt über sein Können, dass er ihm eine andere Rolle in einem anderen Film versprach, wenn er nach Los Angeles übersiedelte. Er willigte ein und, wie versprochen, bekam er dort eine Rolle in Paper Moon (1973). Der Erfolg des Films führte dazu, dass Willingham seitdem regelmäßig als Schauspieler vor der Kamera stand und sich so seinen Jugendtraum erfüllte. Zunächst in Western wie Bonanza und Rauchende Colts in typisch texanischen Charakterrollen vertreten, konnte er nach dem Erfolg im vorher erwähnten Film auch in zahlreichen anderen Fernsehserien wie Die Waltons und After Mash, und Spielfilmen wie Brubaker (1980) und Good Morning Vietnam (1987) überzeugen. Zuletzt, zwischen 1993 und 1999, war Willingham Mitglied der Stammbesetzung der Fernsehserie Walker, Texas Ranger.
2000 verließ Willingham die Schauspielerei und kandidierte im ersten Kongresswahlbezirk von Texas für das Repräsentantenhaus der Vereinigten Staaten. Jedoch verlor der republikanische Herausforderer die Wahl gegen den demokratischen Amtsinhaber Max Sandlin. Willingham erreichte 43,4 Prozent der Stimmen, Sandlin 55,8 Prozent.
Noble Willingham war zweimal verheiratet. Zwischen 1955 und 1983 war Doris Humphrey seine Ehefrau, das Paar hatte ein gemeinsames Kind. Mitte der 1980er Jahre heiratete er Patti Ross, mit welcher der Schauspieler drei weitere Kinder bekam.
Noble Willingham starb am 17. Januar 2004 im Alter von 72 Jahren eines natürlichen Todes.

## Filmografie (Auswahl)
Spielfilme
- 1971: Die letzte Vorstellung (The Last Picture Show)
- 1973: Paper Moon
- 1974: Where Have All the People Gone
- 1980: Brubaker
- 1981: Das Tier (The Howling)
- 1987: Good Morning, Vietnam
- 1988: Gebot des Schweigens (A Stoning in Fulham County)
- 1988: Blinde Wut (Blind Fury)
- 1988: Splash, Too – Die Nixe aus New York (Splash, Too)
- 1991: Last Boy Scout – Das Ziel ist Überleben (The Last Boy Scout)
- 1991: Kevins Cousin allein im Supermarkt (Career Opportunities)
- 1991: City Slickers – Die Großstadt-Helden (City Slickers)
- 1992: Ein ehrenwerter Gentleman (The Distinguished Gentleman)
- 1992: Von Mäusen und Menschen (Of Mice and Men)
- 1993: Der geschlagene Mann (Men Don't Tell)
- 1993: Feuer am Himmel (Fire in the Sky)
- 1994: Die goldenen Jungs (City Slickers II: The Legend of Curly’s Gold)
- 1994: Ace Ventura – Ein tierischer Detektiv (Ace Ventura: Pet Detective)
- 1996: Aus nächster Nähe (Up Close & Personal)
- 2000: Südlich des Himmels – Westlich der Hölle (South of Heaven, West of Hell)
- 2003: Blind Horizon – Der Feind in mir (Blind Horizon)

Fernsehserien
- 1972: Bonanza
- 1973: Rauchende Colts (Gunsmoke)
- 1973/1975: Die Waltons (The Waltons) (Staffel 4 Episode 4, Das Klassentreffen)
- 1976: Detektiv Rockford – Anruf genügt (The Rockford Files; Staffel 3 Episode 6, Pech mit Öl)
- 1980: Hart aber herzlich (Hart to Hart; Fernsehserie, Folge Das Portrait)
- 1981: Dallas
- 1982: Die Blauen und die Grauen (The Blue and the Gray)
- 1983/1986: Das A-Team (The A-Team)
- 1984: After MASH
- 1985: Ein Engel auf Erden (Highway to Heaven) (Staffel 1 Episoden 23 und 24; Thoroughbreds)
- 1985: Airwolf
- 1986: Remington Steele
- 1989: Raumschiff Enterprise: Das nächste Jahrhundert (Star Trek: The Next Generation, Folge 38)
- 1989: L.A. Law
- 1990: Matlock
- 1991: Zurück in die Vergangenheit (Quantum Leap)
- 1992: Mord ist ihr Hobby (Murder, She Wrote)
- 1992: Hör mal, wer da hämmert (Home Improvement)
- 1993: Geschichten aus der Gruft (Tales from the Crypt)
- 1993–1999: Walker, Texas Ranger (Fernsehserie, 155 Folgen)